# 永嶺謙光
永嶺 謙光（ながみね よしみつ、1858年8月25日 - 1935年2月7日）は、大日本帝国海軍の機関科士官。最終階級は機関少将。海軍機関学校校長(1903年12月31日 - 1905年11月4日、1908年8月28日 - 1910年12月1日)

## 来歴
- 1858(安政4)年8月25日　静岡藩藩士永嶺光正の次男として生まれる。
- 1871(明治4)年　実兄源吉と共に沼津兵学校三期生として入学
- 1894(明治27)年　軍艦高雄の機関長として日清戦争に参加
- 1899(明治32)年　海軍機関大佐、巡洋艦吾妻の検収巡航のため渡仏
- 1903(明治36)年　海軍機関学校校長
- 1909(明治42)年　舞鶴鎮守府機関長。退役の際機関少将に進級
- 1918年（大正7年）8月8日 - 退役[1]
- 1935(昭和10)年2月7日　死去

## 栄典
- 1895年（明治28年）
  - 9月27日 - 勲五等双光旭日章[2]
  - 11月18日 - 明治二十七八年従軍記章[3]

## 関連する人物
- 永嶺謙忠 - 謙光の孫。物理学者。

## 参考
- 海軍機関学校長・教頭 - ウェイバックマシン（2008年6月22日アーカイブ分）
- 主な沼津兵学校資業生
- 追憶・海軍機関学校